# Мессенджеровские лекции
Мессенджеровские лекции (англ. Messenger Lectures) — награда, присуждаемая Корнеллским университетом с 1924 года. Темы лекций посвящены достижениям цивилизации, в том числе в области общественных наук. Лауреат проводит цикл лекций, который затем публикуется издательством Корнеллского университета в виде книги. Наиболее известные лекции — «Характер физических законов» — были прочитаны Ричардом Фейнманом в 1964 году.

## Лауреаты
| - 1924 — Брэстед, Джеймс Генри - 1925 — Милликен, Роберт Эндрюс - 1926 — Herbert John Clifford Grierson - 1927 — Thomas Frederick Tout - 1928 — Торндайк, Эдвард Ли - 1929 — Roscoe Pound - 1930 — Морган, Томас Хант - 1931 — Frank Jewett Mather - 1932 — Малиновский, Бронислав Каспар - 1933 — Эддингтон, Артур Стэнли - 1934 — Митчелл, Уэсли Клэр - 1935 — W. M. Calder - 1936 — Robert Hegner, Isiah Bowman - 1937 — Дент, Эдуард Джозеф - 1938 — Charles Howard McIlwain, G. P. Adams - 1939 — T. D. Kendrick - 1940 — Henry E. Sigerist, F. A. Pottle - 1941 — T. M. River и другие, H. M. Evans - 1942 — Henri Peyre, Беккер, Карл Лотус - 1943 — Griffith Taylor - 1944 — Lydia Roberts, Charles E. Kellogg, T. R. McConnell, W. H. Cowley, W. DeVane, Douglas Bush - 1945 — C. C. Little, L. H. Snyder, Мёллер, Герман Джозеф, Оппенгеймер, Роберт, Ху Ши - 1946 — Sumner Slichter - 1947 — Marjorie Hope Nicolson, Catherine Bauer Wurster, Howard Mumford Jones - 1948 — Harvey Fletcher, Otto Kinkeldey - 1949 — Виньо, Винсент дю, Нейгебауэр, Отто - 1950 — Клаусен, Йенс Кристиан, Thomas A. Bailey, Олбрайт, Уильям - 1951 — Robert Redfield, Струве, Отто Людвигович - 1952 — Карман, Теодор фон, Joseph Wood Krutch - 1953 — Ниль, Корнелис ван, Luther Gulick - 1954 — Alpheus T. Mason, Phillip H. Kuenan - 1955 — Arthur J. Altmeyer, Louis I. Dublin, Edward J. Stieglitz, Edward C. Kirkland - 1956 — Крёбер, Алфред Луис, Гатри, Уильям Кит Чеймберс - 1957 — Тиллих, Пауль, Guido Pontecorvo - 1958 — V. B. Wigglesworth - 1959 — Полинг, Лайнус, Бёрнс, Артур - 1960 — Хойл, Фред, Шапиро, Мейер - 1961 — William Haller, Харлоу, Гарри Фредерик - 1962 — Alexander Hollaender - 1963 — Харт, Герберт, Kingsley Davis - 1964 — Фейнман, Ричард Филлипс, C. Vann Woodward - 1965 — Albert Frey-Wyssling - 1967 — Ромийи, Жаклин де, Helen Louise Gardner - 1968 — Эйринг, Генри, Michel Jouvet - 1969 — Samuel Beer, Ядин, Игаэль | - 1970 — Темкин, Овсей - 1971 — Нейман, Ежи, David Daube - 1972 — C.T. deWit, Garrett Hardin - 1973 — Elting E. Morison - 1974 — Harry Bober, Медведев, Жорес Александрович - 1975 — Charles Rosen, Walle Nauta - 1976 — Уилсон, Эдвард Осборн, Хомский, Ноам - 1977 — Жирар, Рене, Грене, Дэвид - 1978 — Jean Seznec, Arthur Kantrowitz - 1979 — Минский, Марвин Ли, Онг, Уолтер - 1980 — Лифтон, Роберт Джей, Rosemary Cramp, Donald Kennedy - 1981 — Patrick Suppes - 1982 — John T. Noonan, Jr. - 1983 — Ман, Поль де, Maarten Brands, Скиннер, Квентин - 1984 — Йорк, Герберт, Хабермас, Юрген - 1985 — John E. Casida, Майр, Эрнст - 1986 — Саид, Эдвард Вади, Irving Janis - 1987 — Тилли, Чарльз, Вайцзеккер, Карл Фридрих фон - 1988 — Houston A. Baker, Jr., Bert L. Vallee - 1989 — Peter H. Nye, Susan Moller Okin - 1990 — Myles Burnyeat, Пенроуз, Роджер - 1991 — John Comaroff, Jean Comaroff, Terry Sejnowski - 1992 — Maynard Solomon, Peter Brooks - 1993 — Латур, Бруно, Ronald Takaki - 1994 — Нуссбаум, Марта, Leo Bersani - 1995 — Ross Chambers, Helen Vendler - 1996 — Clifton R. Wharton, Jr., Byron S.J. Weng - 1997 — Rex Nettleford - 1998 — Батлер, Джудит - 1999 — Gerald Fink - 2000 — David Barker - 2001 — Norman Myers, Janet Halley - 2003 — Фукуяма, Фрэнсис - 2005 — Рис, Мартин Джон - 2007 — Вайнберг, Стивен - 2008 — Sheila Jasanoff, Paul Griffiths - 2009 — Nancy Fraser, George Bass - 2010 — Gregor Schoeler, Nancy Fraser, Нима Аркани-Хамед - 2011 — John Krebs, Peter Nathanielsz - 2012 — Amihai Mazar, Рамадан, Тарик, Silvio Ferrari, David Savran, Neil Price, A. E. Stallings - 2013 — Jonathan Jansen, Patrick Dougherty, Сасскинд, Леонард - 2014 — David Roman - 2015 — Cecilia Vicuña, Дейссерот, Карл - 2016 — Michael Moss |